# Ropalium

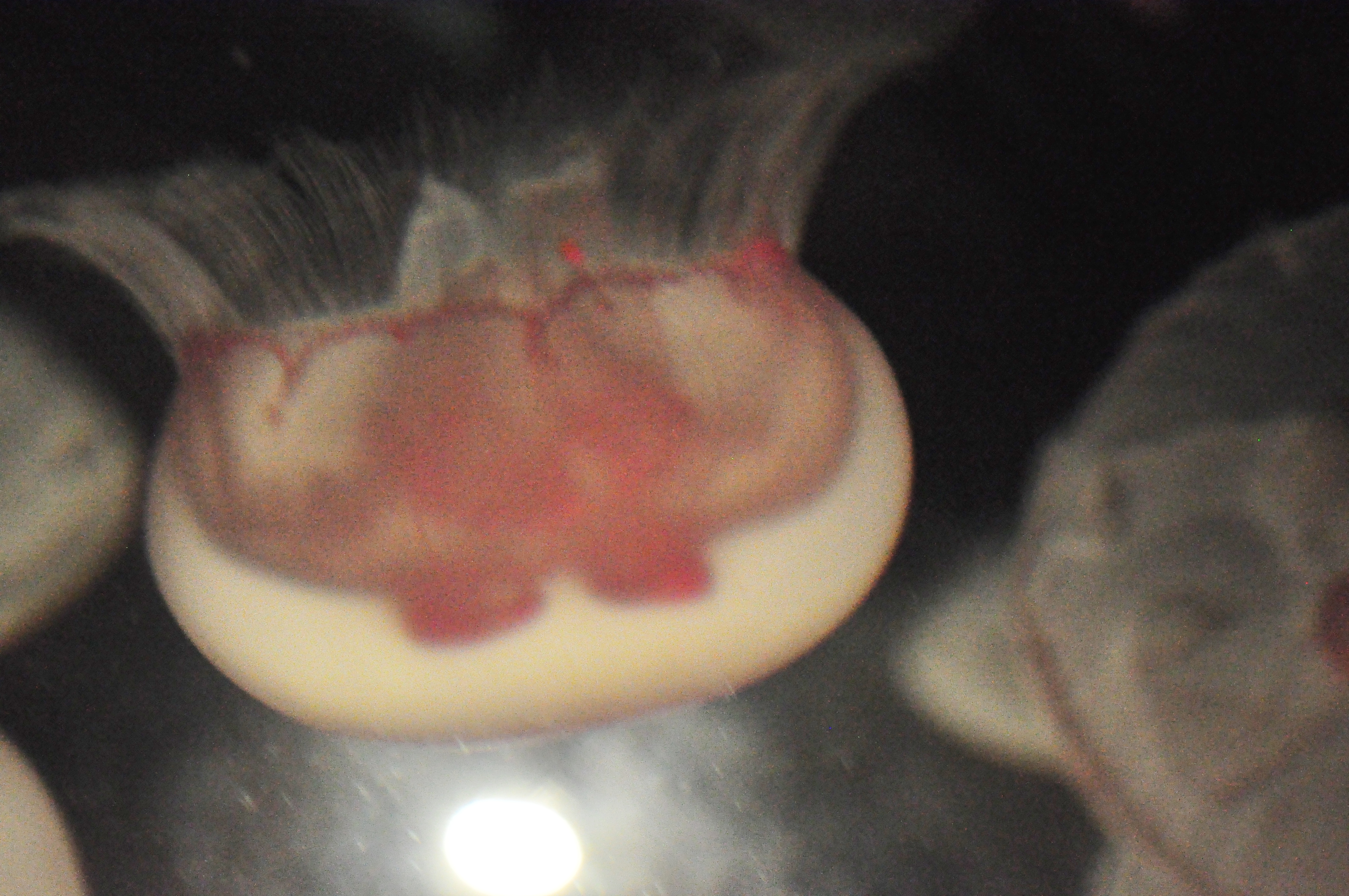
Chełbia modra (Aurelia aurita) z widocznymi ropaliami

Ropalium, ciałko brzeżne – kompleksowy narząd zmysłu scyfomeduz i kubomeduz. Ropalia występują na brzegu dzwonu meduzy. W ich skład wchodzą najczęściej proste narządy światłoczułe – oczka, w postaci skupisk komórek barwnikowych (czasami otaczających przezroczyste komórki, spełniające rolę soczewki), a także prosty narząd równowagi zwany statocystą.